# Ernst Johann Friedrich von Christensen
Ernst Johann Friedrich von Christensen (* 23. März 1801 in Glückstadt; † 20. November 1872 in Itzehoe) war ein deutscher Deichinspektor und Oberbaudirektor.

## Leben und Wirken
Ernst Johann Friedrich von Christensen war ein Sohn des promovierten Oberdeichinspektors und Generalmajors Nikolaus Heinrich von Christensen (1768–1841), der 1800 Louise Sophie Christensen, geborene Rötger (1773–1852), geheiratet hatte. Er hatte einen Bruder namens Karl Adolf Heinrich (1803–1855).
Von Christensen besuchte die Gelehrtenschule in seiner Geburtsstadt und trat 1819 in das Königlich Dänische Ingenieur-Corps ein. 1822 wurde er zum Deichkondukteur, 1826 zum Deichinspektor des Holsteinischen Distrikts in Heide berufen. Er dokumentierte umfangreich die Folgen der selbst miterlebten Februarflut 1825 und widmete sich anschließend mit gründlicher Sachkenntnis dem Wiederaufbau der Deiche vor Dithmarschen und den Elbmarschen und half, deren Sollabmessungen zu korrigieren. Er verfasste Gutachten für andere Bereiche und half, die Gelände seines Dienstbezirks besser zu entwässern. Außerdem trat er als Kartograf hervor.
Von 1849 bis 1850 vermaß von Christensen gemeinsam mit seinem Bruder Karl Adolf Heinrich die Höhenunterschiede der für den Nord-Ostsee-Kanal vorgeschlagenen Trassen. Dabei wählten sie einen von ihnen bereits 1848 eingereichten Entwurf aus, der schließlich ausgeführt wurde. Einen alternativen Verlauf von Brunsbüttelkoog nach Eckernförde lehnten sie ab. Von Christensens Dienstzeit als Deichinspektor endete 1852 bei der Wiederherstellung der dänischen Herrschaft  aus politischen Gründen wegen seiner Unterstützung der Schleswig-Holsteinische Erhebung. Er verließ Schleswig-Holstein und arbeitete danach als Oberbaudirektor für Christian August von Schleswig-Holstein-Sonderburg-Augustenburg in dessen Exil in Schlesien. Bekannt ist, dass er an der Entwässerung des Primkenauer Bruchs arbeitete.
Nach dem Ende der dänischen Herrschaft in Schleswig-Holstein im Deutsch-Dänischen Krieg zog von Christensen 1865 nach Itzehoe und arbeitete hier an einer hydrografischen Karte und beschrieb die Herzogtümer.

## Familie
Ernst Johann Friedrich von Christensen heiratete Marie Emilie Willink (1803–1875), deren Vater Jan Abraham Willink in London und Altona als Kaufmann tätig war. Ihre Mutter war Magdalena Elisabeth, geborene von Kaas. Das Ehepaar bekam einen Sohn und fünf Töchter.